# Ginebra de Benci
Aquest retrat de dona, anomenat de Ginebra de Benci, és un quadre atribuït a Leonardo da Vinci, datat cap al 1474-1476. Està realitzat al tremp i oli sobre taula (fusta d'àlber). Mesura 38,8 cm d'alt i 36,7 cm d'amplada. Va ser adquirit per la National Gallery of Art de Washington el 1967, per 5 milions de dòlars pagats a la Casa Reial de Liechtenstein (Museu de Liechtenstein) un preu rècord per a aquell temps.
Es creu que és un retrat de Ginebra de Benci (Ginevra de'Benci), cosa que explicaria la representació del ginebró a l'esquena. Va ser una dama de la classe aristocràtica del segle XV de Florència, admirada per la seva excepcional intel·ligència pels seus contemporanis florentins. A Ginebra Benci, se la recorda avui dia solament per ser el tema d'una de les 17 pintures atribuïdes a Leonardo da Vinci. Possiblement el quadre fos més gran, i va ser escurçat per la part inferior.
Es considera que és obra del mateix autor de La dama amb un ermini del Museu Czartoryski, i en general es considera que l'autor d'ambdues va ser Leonardo, però no sense veus dissidents dintre de la crítica. Podria haver estat fet amb motiu del matrimoni de Ginebra, el 1474 o, ja que ella aparenta més de 17 anys, va poder ser un encàrrec d'anys posteriors de l'ambaixador venecià Bernardo Bembo, que tenia amb la dama una amistat platònica. Pijoán considera que està datada cap al 1504, quan Ginebra tindria trenta anys.
Destaca per la seva estranya lluminositat i l'atenció prestada al detall. Hi ha tocs de llum al cabell, a la manera de la pintura flamenca. El pintor va estendre la pintura, en alguns llocs, amb els dits, deixant així marcades les seves empremtes digitals.
Al revers està representada una garlanda, amb una branca de llorer i una altra de palma, lligada per una cartel·la on posa VIRTUTEM FORMA DECORAT ('la bellesa adorna la virtut'). La pintura del revers podria al·ludir a la castedat del sentiment amorós que Ginebra va inspirar.